# Yuto Ono
Yuto Ono (小野 悠斗 Ono Yuto?), född 28 september 1991 i Kanagawa prefektur, är en japansk fotbollsspelare.
Ono spelade för FC Gifu. Han spelade 94 ligamatcher för klubben.